# Omega2 Scorpii
Título a ser usado para criar uma ligação interna é Omega2 Scorpii.
Omega2 Scorpii (Jabhat al Akrab, 10 Scorpii) é uma estrela na direção da constelação de Scorpius. Possui uma ascensão reta de 16h 07m 24.30s e uma declinação de −20° 52′ 07.2″. Sua magnitude aparente é igual a 4.31. Considerando sua distância de 265 anos-luz em relação à Terra, sua magnitude absoluta é igual a −0.24. Pertence à classe espectral G6/G8III.